# Smrk pichlavý
Smrk pichlavý (Picea pungens) je jehličnatý strom z čeledi borovicovité. Také se mu říká "stříbrný" smrk. Jehličí je delší, tuhé a silně pichlavé. Vyskytuje se v Severní Americe. Je často vysazován v parcích a zahradách. Bývá používán jako vánoční stromeček.

## Historie
Byl objeven v roce 1862 Charlesem Christopherem Parrym u Pikes Peak v USA a hned dalšího roku se semena dostala do Evropy, a to smíchaná s P. engelmannii, což v dalších letech zavdalo příčinu k záměnám obou druhů, oba mají sivé jehličí. Rozpoznáme je však snadno. P. pungens má silné, žlutohnědé a lysé větvičky a jehlice pichlavé na všechny strany odstávající. Silné a nepryskyřičnaté pupeny jsou obaleny šupinami, které bývají na špičkách zpět zahnuté. P. engelmannii má větvičky světlé a žlaznatě chlupaté a pupeny pryskyřičnaté s přitisklými šupinami. Jehličí má měkčí, ne tak pichlavé.

## Popis a znaky stromu
Vždy zelený, velmi statný jehličnatý strom, dorůstající 30 m, vzácně až 50 m. Koruna je dosti hustě zavětvena vodorovnými, kuželovitými větvemi.
Kmen dosahuje 70–120 cm v průměru, pokrytý je šedohnědou, silnou a brázditou borkou. Druh se dožívá 400–600 let.
Jehlice jsou tuhé, 18–30 mm dlouhé, ostře přišpičatělé a bodavé, čtyřhranné, zakřivené a odstávající na všechny strany. Barvu mají matně zelenou, sivozelenou až stříbřitě bělavou, na každé straně mají 3–6 řad průduchů.
Šišky jsou měkké, válcovitě podlouhlé, v mládí zelené, zralé světle hnědé.

## Rozšíření
Smrk pichlavý pochází původně z jihozápadu Severní Ameriky. Z Colorada se rozšířil do Nového Mexika, Utahu a Wyomingu, kde roste ve výškách 2000–3300 m, roztroušeně na březích horských řek a také na bažinatých místech. Dnes existují ještě četné, nikdy však čisté porosty. Můžeme ho vidět i v Rusku, kde se pěstuje od Archangelsku až po Krym a Kavkaz. Na severu nezmrzá díky tomu, že raší pozdě. Daří se mu jak v půdách černozemních ve stepním pásu, tak i na rašelinových a zamokřených půdách.

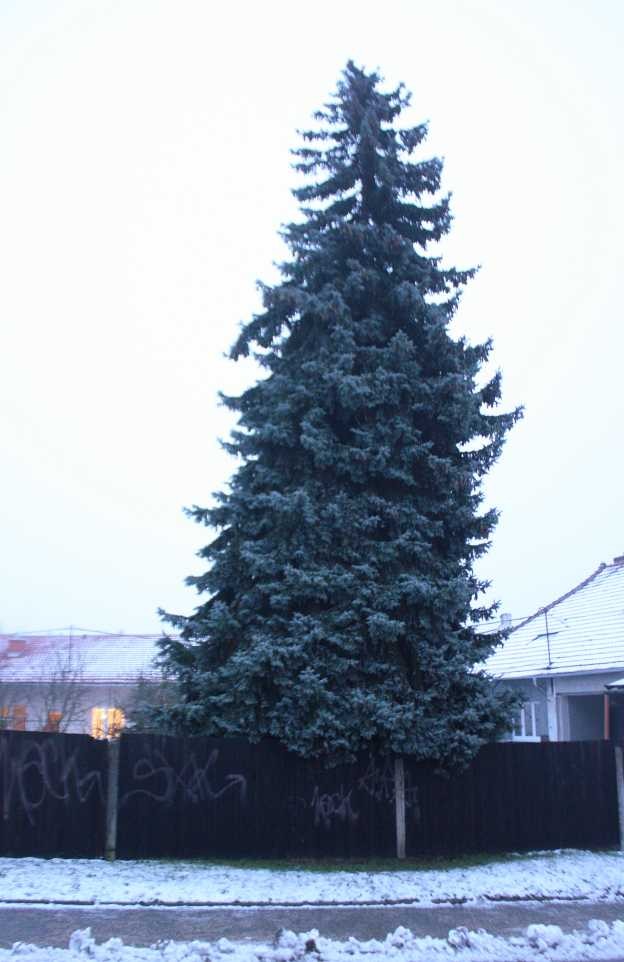
Habitus vzrostlého jedince

## Pěstování
Jedná se o jeden z nejoblíbenějších sadovnicky využívaných smrků, a to jak v parcích, tak i malých zahrádkách. Pěstuje se v mnoha kultivarech. Hlavně odrůdy se sivým nebo modrosivým jehličím jsou velmi dekorativní, zejména v mladém věku, tj. do 20–30 let. Roste poměrně dobře i v znečištěném ovzduší velkých měst a blízko továren, kde jiné jehličnany trpí. Díky pomalému růstu se hodí i do malých zahrádek. V 70. letech 20. století byl často vysazován jako náhradní dřevina v oblastech, kde byly lesy poškozeny exhalacemi. Tyto porosty jsou napadány patogenní houbou sypavkou smrku. Další nevýhodou těchto porostů je fakt, že spadané smolnaté jehličí se obtížně rozkládá, čímž dochází k degradaci půdy. Také dřevo smrku pichlavého nedosahuje kvality dřeva smrku ztepilého.
Smrk pichlavý je pro zbarvení jehlic vybraných jedinců na mladých výhonech také v ČR nazýván „smrk stříbrný“. Stříbrné zabarvení jehlic ale není jen výsadou pouze P. pungens, „stříbrné“ jsou také některé kultivary Picea engelmannii, Picea glauca, Picea mariana i dalších smrků a také douglasky Pseudotsuga menziesii.

## Zajímavosti
Je státním stromem Utahu a Colorada.